# Thuần Đoài
Quẻ Thuần Đoài, đồ hình ||:||: còn gọi là quẻ Đoài (兌 dui4), là quẻ thứ 58 trong Kinh Dịch.
- Nội quái là ☱ (||: 兌 dui4) Đoài hay Đầm (澤).
- Ngoại quái là ☱ (||: 兌 dui4) Đoài hay Đầm (澤).

Giải nghĩa: Duyệt dã. Hiện đẹp. Đẹp đẽ, ưa thích, vui hiện trên mặt, không buồn chán, cười nói, khuyết mẻ. Hỉ dật mi tu chi tượng: tượng vui hiện trên mặt, khẩu khí.